# Atrophaneura hector
Pachliopta hector là một loài bướm ngày thuộc họ Bướm phượng, được tìm thấy ở Ấn Độ và Sri Lanka và có thể là bờ biển phía tây Myanma.
Tại Ấn Độ, nó được tìm thấy trong Tây Ghats, miền nam Ấn Độ (Kerala), miền đông Ấn Độ (Tây Bengal và Orissa), và quần đảo Andaman. Chúng cũng được ghi nhận từ Pune.. 

## Hình ảnh

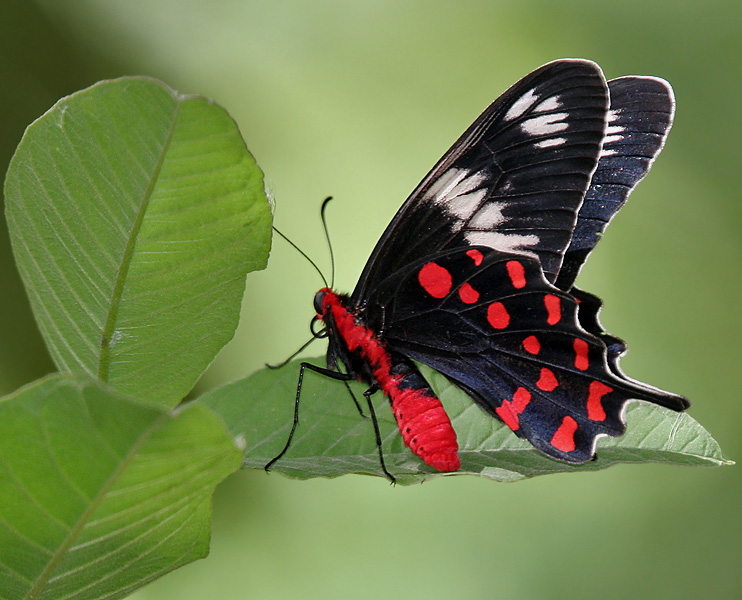
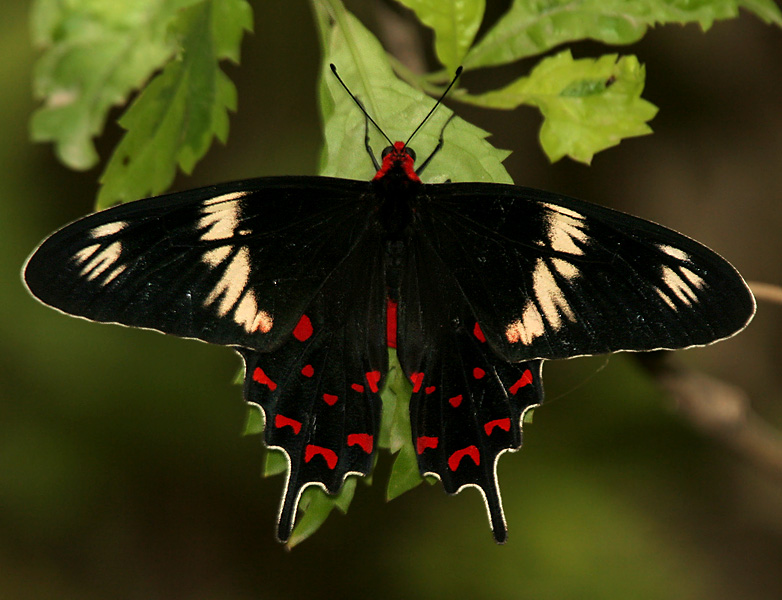
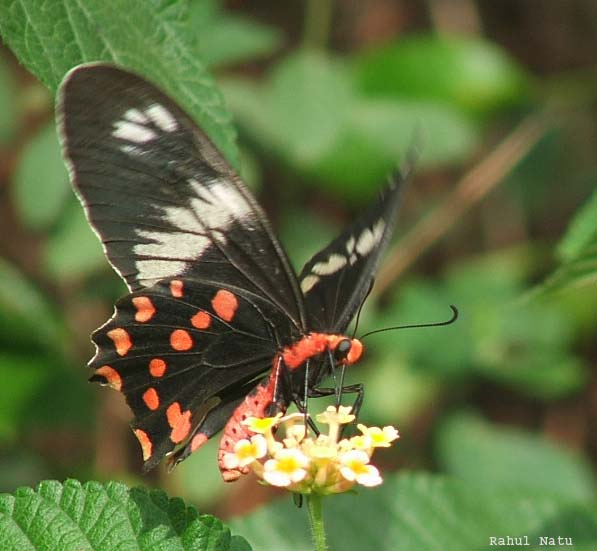
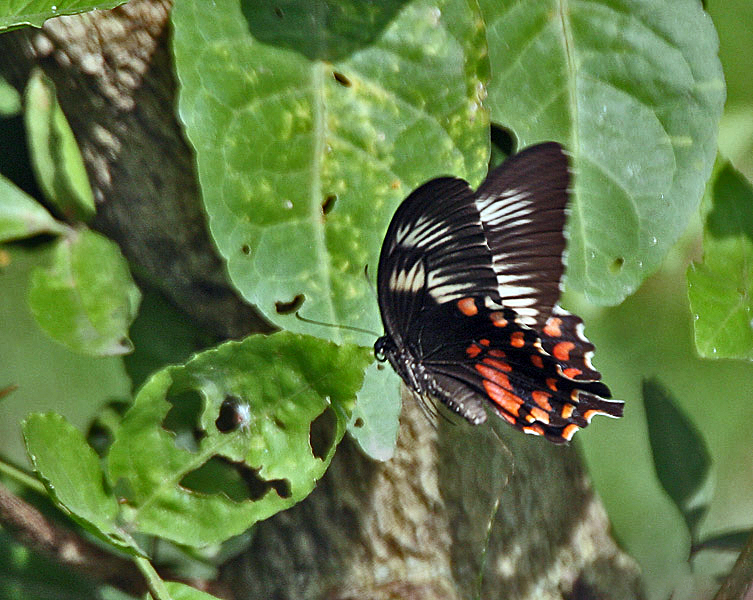
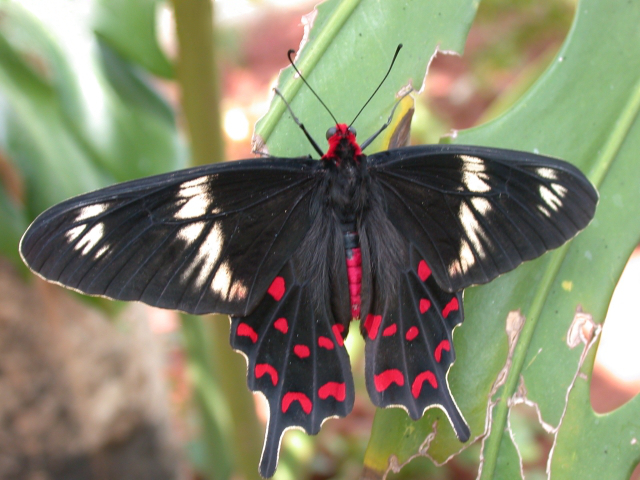